# 球衣
球衣指球类运动中同队运动员身穿的统一的運動服，通常印有球员号码、球隊名稱以及球員的名字。球衣的作用是在体育比赛中区分不同的队员。一般的球队都有自己代表色的传统球衣以及隊徵，如巴塞罗那的传统球衣为紅蓝色相间。職業球隊大多會向球迷販售球衣，以增加營收且可凝聚球迷向心力。

## 特点
- 足球的球衣一般为短袖或长袖上衣加短裤。
- 篮球的球衣、田徑服和龍舟服一般为无袖上衣加短裤。職業及國際的籃球賽事，教練大多穿著西裝。
- 羽球、网球、排球的球衣一般为短袖。
- 欖球通常會使用較厚實的布料及短褲
- 棒球服為短袖上衣加長褲，由於需滑壘、撲壘，布料通常較耐磨。球員大多會再穿上吸汗的運動束衣。教練穿著與球員一樣的球衣。
- 一些特殊运动中可能会有特殊的防护类衣物，如棒球、美式足球、曲棍球的头盔、护腿板等。

## 球衣印刷
舊時的運動服都會使用純色的衣服配上絲網印刷不同的球員號碼以及球員名字，有些球隊更會配上刺繡的隊徵以裝飾隊服。隨著時間推移，全件熱昇華等新式的印刷技術開始推出市面，球衣的設計不再局限於純色以及拼色等款式，球員可以設計更多天馬行空的款式於球隊服上，令球隊的特色更加突出。

## 熱昇華球衣
熱昇華球衣技術出現在運動場上已超過20年歷史，當今世界頂級賽事如FIFA、NBA等早已使用多年，因技術困難、設備昂貴、耗材成本高等因素，直到近年才較為普及。
熱昇華是服裝設計師經過設計後，將印刷出來的圖案和白色布料貼合進入滾印機，以高溫高壓將墨水氣化後附著在布料纖維，讓氣體狀態的染料，透過機密計算的滲透率進入機能布料上，從固態變成氣態的步驟便稱為熱昇華。

## 來源
- 此條目有使用來自 （页面存档备份，存于），允許在創用CC 姓名標示-相同方式分享 3.0協議和GNU自由文檔許可證下修改和再使用的內容。